# QNX
QNX (uitgesproken als kjoe-en-iks of kjoeniks) is een commercieel POSIX-compatibel Unix-achtig realtimebesturingssysteem, in de eerste plaats gericht op de embedded systemen. Het is waarschijnlijk het populairste besturingssysteem met een microkernel.
QNX werd oorspronkelijk ontwikkeld begin jaren 80 door het Canadese bedrijf Quantum Software Systems, dat later in 2010 door BlackBerry werd overgenomen.

## Beschrijving
Als een microkernel-gebaseerd besturingssysteem steunt QNX op het idee om het grootste deel van het besturingssysteem te draaien in een aantal kleine taken, die servers genoemd worden. Dit verschilt met de traditionelere monolithische kernels, waarin het besturingssysteem één enkel groot programma is, dat bestaat uit een aantal "delen" met verschillende mogelijkheden. In het geval van QNX laat het gebruik van een microkernel toe dat de gebruikers (of ontwikkelaars) functionaliteit die ze niet nodig hebben, kunnen uitschakelen zonder dat het besturingssysteem zelf moet worden aangepast; in de plaats daarvan voert men gewoon die bepaalde servers niet uit.
Het systeem is relatief klein, het past in een minimale vorm op een enkele diskette en wordt gezien als zowel heel vlug als nagenoeg "compleet".
QNX Neutrino (2001) is geporteerd naar een aantal platformen en draait tegenwoordig op praktisch elke moderne CPU die gebruikt wordt in de markt van embedded systemen. Dit zijn onder andere de x86-familie, MIPS, PowerPC, SH-4 en de verwante familie met ARM-, StrongARM- en xScale-CPU's.
Een versie voor niet-commercieel gebruik kan men gratis downloaden van de website van het bedrijf.

## Geschiedenis
Gordon Bell en Dan Dodge, studenten aan de University of Waterloo in 1980, volgden beiden een standaard-informaticacursus over het ontwerp van besturingssystemen, waarin de studenten een eenvoudige realtimekernel bouwden. Beiden waren ervan overtuigd dat er een commerciële behoefte was aan zo'n systeem en verhuisden naar Kanata (een hightechgebied buiten Ottawa) om dat jaar te starten met Quantum Software Systems. In 1982 werd de eerste versie, QNX, uitgebracht voor de Intel 8088-CPU.
Een van de eerste populaire toepassingen van QNX was in de wereld van niet-embedded systemen, toen het werd gekozen als besturingssysteem voor het eigen computerontwerp van het onderwijssysteem van Ontario, de Unisys ICON. In de loop van de jaren werd QNX vooral gebruikt voor "grotere" projecten, aangezien de 44K-kernel te groot was om op de computers met een enkele chip uit die tijd te passen. Het systeem bouwde een benijdenswaardige reputatie op vanwege zijn betrouwbaarheid en het draaide het machinepark in een aantal industriële toepassingen.
Halverwege de jaren 90 realiseerde Quantum zich dat de markt zich snel bewoog in de richting van het POSIX-model en men besliste om de kernel te herschrijven, zodat die compatibeler zou zijn op een lager niveau. Het resultaat was QNX 4. Dit systeem was niet alleen beschikbaar met een GUI die Photon microGUI heette, maar ook met een QNX-versie van het X Window System. Voor QNX 4 was het porteren van Unix-software veel gemakkelijker en veel eigenaardigheden van de vorige versie waren verdwenen.
Naar het einde van de jaren 90 toe werd beslist om een nieuwe versie zo veel mogelijk te modelleren naar Linux, maar met het behoud van de microkernel-architectuur. Dit resulteerde in QNX Neutrino, dat werd uitgebracht in 2001. Deze versie wordt typisch geleverd met Momentics, een Integrated Development Environment (IDE) gebaseerd op de Eclipse-IDE, verscheidene GNU-tools en internetsoftware zoals de Voyager-webbrowsers en -server.
Het bedrijf hernoemde zichzelf naar QNX Software Systems in het begin van de jaren 1990 om verwarring te vermijden met andere bedrijven, in het bijzonder de hardeschijffabrikant met dezelfde naam.
Neutrino was een kandidaat om opnieuw te verschijnen op de desktop als basis van een nieuw Amiga-besturingssysteem. Dit idee verdween blijkbaar nadat het bestuur de plannen had gewijzigd voor de "nieuwe" Amiga.
Op 9 april 2010, maakte Research In Motion, de maker van BlackBerry, bekend QNX Software Systems over te nemen van de toenmalige eigenaar Harman International Industries en werd de QNX-broncode weer afgeschermd.
In september 2010 kondigde RIM een tablet computer aan, genaamd BlackBerry PlayBook, met een nieuw besturingssysteem BlackBerry Tablet OS, dat is gebaseerd op QNX. De eerste demo werd in januari 2011 gepresenteerd op de CES beurs in Las Vegas.
De vroegere naam van QNX was Qunix, maar die werd veranderd omwille van problemen met het handelsmerk.

## Concurrenten
Enkele belangrijke concurrenten in de embedded markt zijn VxWorks, Linux, THEOS, Windows CE en OS-9.